# A46 (Groot-Brittannië)
De A46 is een 344 km lange hoofdverkeersweg in Engeland.
De weg verbindt Grimsby via Leicester. Coventry, Warwick en Cheltenham met Bath.

## Hoofdbestemmingen
- Leicester
- Coventry
- Warwick
- Evesham
- Cheltenham
- Stroud
- Bath